# West Blocton
West Blocton – miasto w Stanach Zjednoczonych, w stanie Alabama, w hrabstwie Bibb. W roku 2023 miasto zamieszkiwało 1189 osób, a gęstość zaludnienia wynosiła 99,9 osoby/km².